# Бащелак
Бащела́к — река в России, протекает по Чарышскому району Алтайского края. Устье реки находится в 408 км от устья по правому берегу реки Чарыш. Длина реки составляет 71 км, площадь водосборного бассейна 858 км².

## Притоки
- 4 км: Боровлянка
- 16 км: Крутиха
- 18 км: Бащелаченок
- 26 км: Генералка

## Данные водного реестра
По данным государственного водного реестра России относится к Верхнеобскому бассейновому округу, водохозяйственный участок реки — Обь от слияния рек Бия и Катунь до города Барнаул, без реки Алей, речной подбассейн реки — бассейны притоков (Верхней) Оби до впадения Томи. Речной бассейн реки — (Верхняя) Обь до впадения Иртыша.